# Critical Reviews in Analytical Chemistry
Critical Reviews in Analytical Chemistry è una rivista scientifica sottoposta a revisione paritaria, pubblicata dalla casa editrice Taylor & Francis. È stata fondata nel 1970 con il nome di CRC Critical Reviews in Analytical Chemistry, per poi assumere la denominazione attuale nel 1989. La rivista si occupa di ricerche in tutti i settori della chimica analitica. Il caporedattore è Stephen E. Bialkowski (Utah State University).
La rivista aderisce al programma Open Select della casa editrice, che consente di pubblicare gli articoli in modalità di accesso aperto.

## Perimetro editoriale
La rivista funge da forum di collegamento interdisciplinare, mantenendo l'equilibrio tra ricerca applicata e fondamentale. Pubblica articoli di revisione sui seguenti temi:
- analisi chimica
- strumentazione
- chemiometria
- biochimica analitica
- analisi mediche
- scienze forensi
- scienze ambientali
- fisica applicata
- scienza dei materiali.

## Indicizzazione
Secondo il Journal Citation Reports, la rivista ha ricevuto per il 2024 un fattore di impatto pari a 4,2. Nel 2020 era 6,535.
Gli abstract e gli articoli della rivista sono indicizzati da: Chemical Abstracts Service, Compendex, Current Contents/Physical, Chemical & Earth Sciences, Science Citation Index, Scopus e MEDLINE.